# Понцано Супериоре
Понцано Супериоре је насеље у Италији у округу Ла Специја, региону Лигурија.
Према процени из 2011. у насељу је живело 451 становника. Насеље се налази на надморској висини од 264 м.